# Ignacio Scocco
Pour les articles homonymes, voir Scocco.
Ignacio « Nacho » Martín Scocco, né le 29 mai 1985 à Santa Fe en Argentine, est un footballeur argentin d'origine italienne.
Il évolue actuellement au poste d'ailier. Il peut jouer sur les deux ailes (bien qu'il préfère jouer à gauche), mais également en tant que milieu offensif et attaquant.

## Biographie

### Club
Le 30 janvier 2014 il rejoint le club anglais Sunderland AFC. Après avoir échoué à s'imposer en Angleterre, il retourne au Newell's Old Boys le 24 juillet 2014.
Avec son nouveau club River Plate, il inscrit un quintuplé le 21/09/17 en quart de finale retour de la Copa Libertadores contre les Boliviens de Jorge Wilstermann (victoire 8-0).

### Sélection
Il connait sa première sélection pour le Superclásico de las Américas 2012 contre le Brésil.
Pour son premier match avec l'équipe nationale d'Argentine, il marque un doublé. 

## Palmarès & statistiques

### Titres
Newell's Old Boys
- Primera División : 1
  - Apertura 2004

 CA River Plate
- Coupe d'Argentine : 1
  - 2017

### Statistiques
Dernière mise à jour le 3 mars 2011
| Saison  | Club              | Compétition                | Matchs | Buts |
| ------- | ----------------- | -------------------------- | ------ | ---- |
| 2003/04 | Newell's Old Boys | Primera División Argentina | 16     | 4    |
| 2004/05 | Newell's Old Boys | Primera División Argentina | 28     | 5    |
| 2005/06 | Newell's Old Boys | Primera División Argentina | 31     | 8    |
| 2006/07 | Pumas UNAM        | Primera División de México | 38     | 15   |
| 2007/08 | Pumas UNAM        | Primera División de México | 36     | 13   |
| 2008/09 | AEK Athènes       | Championnat de Grèce       | 32     | 9    |
| 2009/10 | AEK Athènes       | Championnat de Grèce       | 28     | 11   |
| 2010/11 | AEK Athènes       | Championnat de Grèce       | 14     | 5    |
| Total   | Total             | Total                      | 217    | 70   |